# Christof David von Graben zum Stein
Christof David von Graben zum Stein († 1664 in Innsbruck) war ein tirolerischer Edelmann kärntnerischer Abkunft. Er war der letzte seiner Familie, der die Herrschaft Stein und Schloss Stein in Kärnten zu freiem Eigen innehatte.

## Leben

### Herkunft

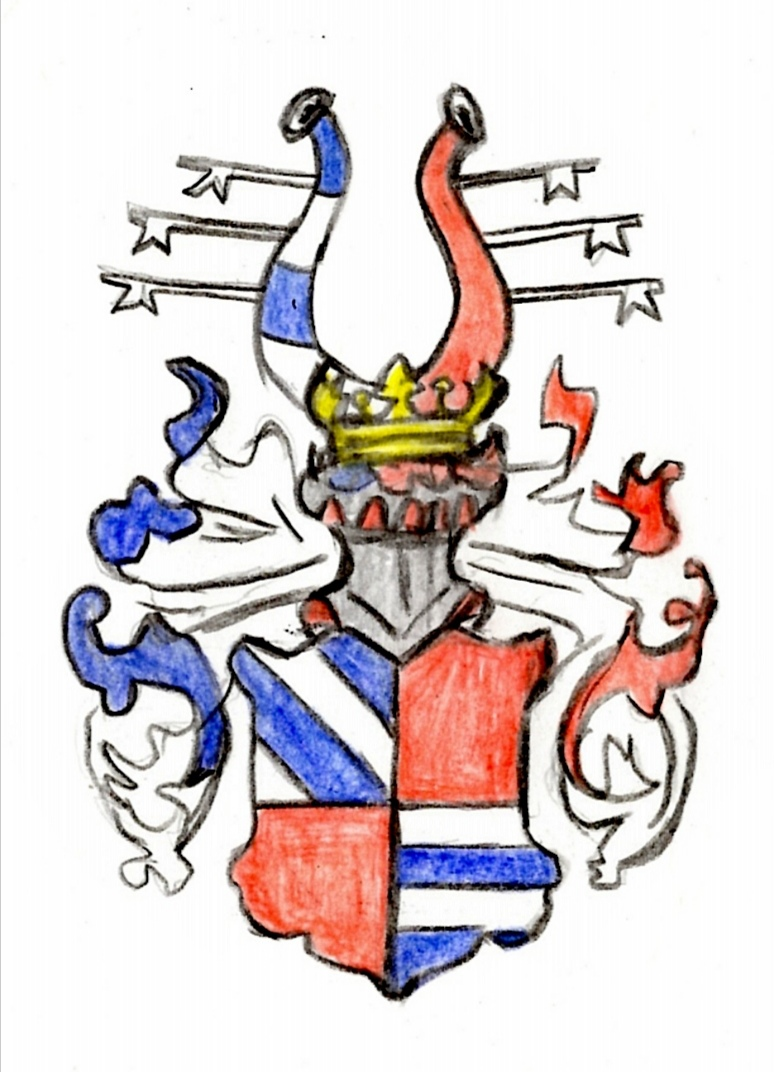
Wappen nach der kaiserlichen Wappenbesserung (1580er Jahre)

Christof Davids Eltern waren Christof von Graben zum Stein (1596–1628) aus der Linie am Stein der Herren von Graben und Magdalena von Katzenloher-Fragsburg. Über das Erbe seiner Mutter gelangte Christof David in den Besitz der Fragsburg in Villanders. Die Herren von Graben zur Linie Stein waren seit der Mitte des 15. Jahrhunderts in und um Lienz begütert und ansässig, vollzogen im Laufe des 16. Jahrhunderts einen gesellschaftlichen Abstieg hin zum niedrigen Landadel und zu lokalen landesfürstlichen Amtmännern. Ihre Eheschließungen gingen sie nicht mehr exklusiv mit altadeligen Edelleuten ein, sondern auch gelegentlich mit Patriziern, neugeadelten Gewerken als auch Handelsverwesern, Gewerbetreibenden etc.

### Familie
Christof David von Graben zum Stein ehelichte Magdalena von Gößnitz und hinterließ vier Töchter:
- Anna Juliana von Graben zum Stein, vermählt mit Baltasar von Wohlgeschaffen, dem Unterhauptmann des Landes Tirol[2]
- Lukretia Franziska von Graben zum Stein, verehelicht mit Franz Troyer, Landrichter zu Lienz[4]
- Ursula von Graben zum Stein, Gattin des Küblwirt zu Lienz[4]
- Maria von Graben zum Stein, Gattin des Wilhelm Grebetschitscher[4]

Christof von Graben  zum Stein prozessierte gegen seinen Stiefbruder Hans Vasoldt um die Herausgabe von Silbergeschmeide und erwarb 1655 das Pintergut zu Oberlienz.

### Feudalherr

#### Herrschaft Stein

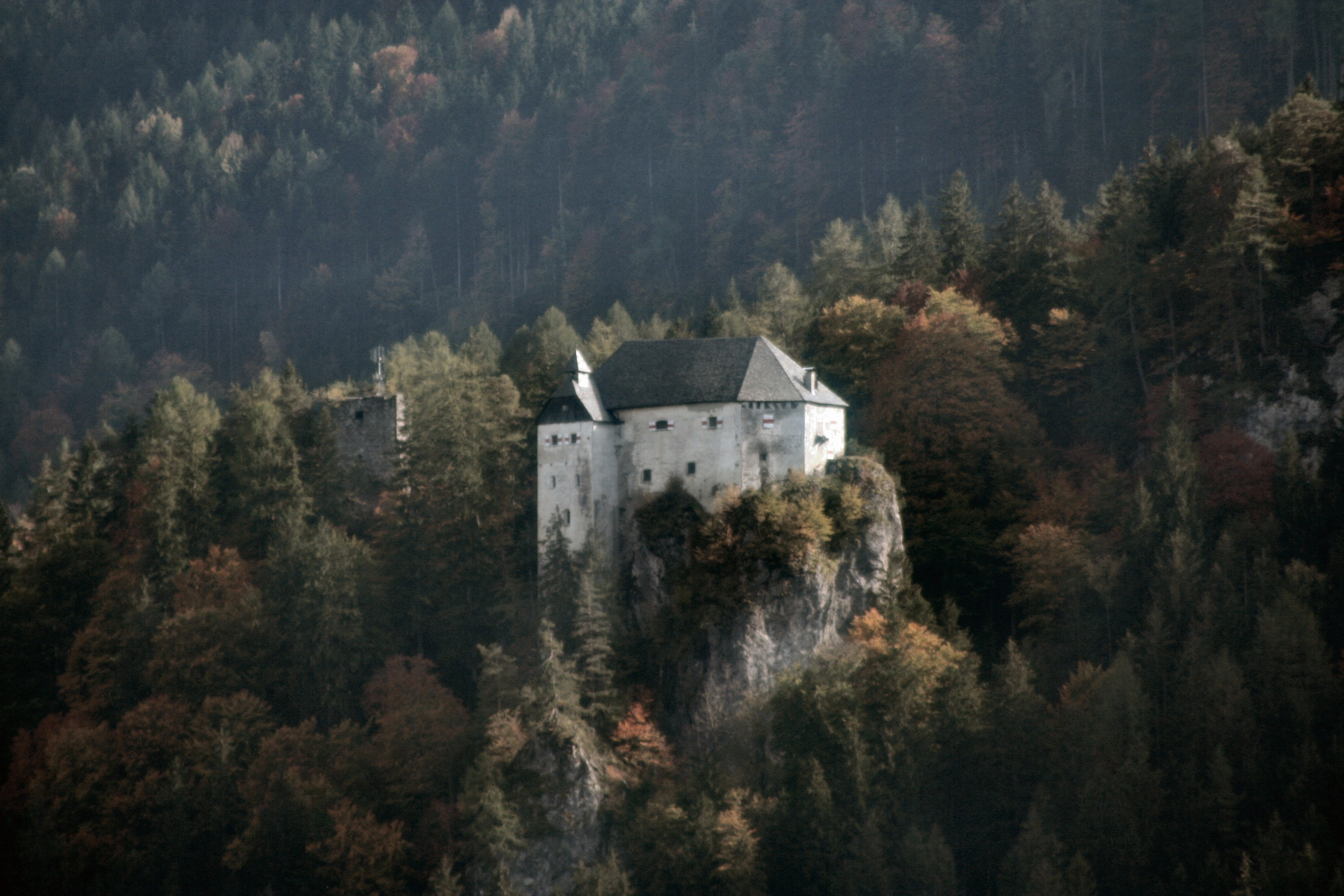
Schloss Stein im Drautal

Im Jahre 1628 erbte Christof David von Graben zum Stein von seinem Vater als letzter der Von Graben die Herrschaft Stein.
Nach seinem eigenen Ableben im Jahre 1664 entbrannte um die mit hohen Steuerschulden belegte Herrschaft Stein ein Erbschaftsstreit, denn aufgrund eines fehlenden männlichen Erben stellten sowohl die Von Graben der Zweiten Tiroler Linie, abstammend von Bartholomäus von Graben, einem Sohn des Virgil von Graben, als auch die Herren von Lamberg Erbansprüche auf Stein. Christof Davids im neunten Grad Verwandter Hans Karl von Graben, hatte sich noch zu Christof David's Lebzeiten von Innsbruck aus um das Erbe bemüht. Als sich Hans Karl über die genaue Verwandtschaft zu den im kärntnerischen verbliebenen Von Graben von Stein erkundigte musste er (muß ich) schmerzhaftest vernehmen, man vermaine, wie in Tirol wohnhaften von Graben wären aus Kärnten emigrierte Bastarden. Hans Karl stellte daher einen genauen Stammbaum auf in diesem er eindeutig als Nachkomme des Virgil von Graben angesehen werden konnte. Nach genauer Recherche erkannte er, dass dieser aber damals als Altersgründen doch nicht als Lehensempfänger aufgetreten zu sein schien, sondern dessen Sohn Lukas von Graben zum Stein, der ältere Bruder von Hans Karl's direktem Vorfahren Bartholomäus von Graben. Somit war Hans Karl nur ein Seitenverwandter des ersten Lehensempfängers gewesen und laut der Erbfolge nicht erbberechtigt gewesen, da nur direkte Nachkommen des Lukas von Graben zum Stein erbberechtigt waren. Das Erbe fiel, da auch die Lamberger nur über die weibliche Linie mit den Von Graben zum (von) Stein verwandt waren, an die habsburgischen Landesfürsten zurück.

#### Diverse Güter
Weitere väterliche Güter erbte Hans Christof in und um Lienz. Hierbei ist der Ansitz Graben in der Hans von Graben Gasse zu nennen, darüber hinaus eventuell Besitz in und um Toblach (Südtirol) sowie der Ansitz Günn in Schwaz (Nordtirol). Auch zu Obervellach erbte er diverse Güter und Güteln. Zum Erbe weiters gehörten auch der Hof zu Potschling bei Stein sowie diverse Almen in den Karnischen Alpen.

## Information
Die Daten zu diesem Artikel wurden aus der Von Graben Forschung von Matthias Laurenz Gräff übernommen.